# Bustelo (Penafiel)
Bustelo es una freguesia portuguesa del concelho de Penafiel, con 6,50 km² de superficie y 1676 habitantes (2001). Su densidad de población es de 257,8 hab/km².